# Іссельбург
Іссельбург (нім. Isselburg) — місто в Німеччині, знаходиться в землі Північний Рейн-Вестфалія. Підпорядковується адміністративному округу Мюнстер. Входить до складу району Боркен.
Площа — 42,73 км2. Населення становить 10 758 ос. (станом на 31 грудня 2020).